# Rojões
No Norte de Portugal, chamam-se rojões a nacos de carne de porco da parte da pá ou da barriga, fritos em banha num tacho, de preferência de ferro. 
O prato mais conhecido é rojões à moda do Minho.